# Список объектов всемирного наследия ЮНЕСКО в Австралии
В спи́ске объе́ктов Всеми́рного насле́дия ЮНЕ́СКО в Австра́лийском Сою́зе значится 19 наименований (на 2012 год), это составляет 1,5 % от общего числа (1248 на 2025 год).
2 объекта включены в список по культурным критериям, 12 объектов — по природным, 5 — по смешанным. 2 культурных объекта признаны шедеврами человеческого гения (критерий i) и 9 объектов — природными феноменами исключительной красоты и эстетической важности (критерий vii).
Кроме того, по состоянию на 2016 год 2 объекта на территории Австралии находятся в числе кандидатов на включение в список всемирного наследия. Австралия ратифицировала Конвенцию об охране всемирного культурного и природного наследия 22 августа 1974 года. Первые объекты на территории Австралии были занесены в список в 1981 году, на 5-й сессии Комитета всемирного наследия ЮНЕСКО. Первый объект на территории Австралии, включенный в список, Большой Барьерный риф, также стал первым морским объектом всемирного наследия ЮНЕСКО.

## Список
В данной таблице объекты расположены в хронологическом порядке их добавления в список всемирного наследия ЮНЕСКО.
| #  | Изображение | Название | Местоположение                                 | Время создания     | Год внесения в список | №    | Критерии                      |
| -- | ----------- | --- | ---------------------------------------------- | ------------------ | --------------------- | ---- | ----------------------------- |
| 1  |             | Большой Барьерный риф (англ. Great Barrier Reef) | Коралловое море                                | —                  | 1981                  | 154  | vii, viii, ix, x              |
| 2  |             | Национальный парк Какаду (англ. Kakadu National Park) | Северная территория                            | —                  | 1981, 1987, 1992      | 147  | i, vi, vii, ix, x             |
| 3  |             | Область озёр Уилландра (англ. Willandra Lakes Region) | Штат: Новый Южный Уэльс                        | —                  | 1981                  | 167  | iii, viii                     |
| 4  |             | Острова Лорд-Хау (англ. Lord Howe Island Group): Лорд-Хау (англ. Lord Howe Island) Болс-Пирамид (англ. Ball's Pyramid) | Штат: Новый Южный Уэльс                        | —                  | 1982                  | 186  | vii, x                        |
| 5  |             | Дикая природа Тасмании (англ. Tasmanian Wilderness) | Штат: Тасмания                                 | —                  | 1982, 1989            | 181  | iii, iv, vi, vii, viii, ix, x |
| 6  |             | Дождевые леса восточного побережья Австралии (англ. Gondwana Rainforests of Australia) | Штаты: Новый Южный Уэльс, Квинсленд            | —                  | 1986, 1994            | 368  | viii, ix, x                   |
| 7  |             | Национальный парк Улуру-Ката Тьюта (англ. Uluru-Kata Tjuta National Park) (ранее назывался Айерс-Рок — Маунт-Олга, англ. Ayers Rock – Mount Olga) | Северная территория                            | —                  | 1986, 1994            | 447  | v, vi, vii, viii              |
| 8  |             | Влажные тропики Квинсленда (англ. Wet Tropics of Queensland ) | —                                              | —                  | 1988                  | 486  | vii, viii, ix, x              |
| 9  |             | Шарк-Бей (англ. Shark Bay) | Штат: Западная Австралия                       | —                  | 1991                  | 578  | vii, viii, ix, x              |
| 10 |             | Остров Фрейзер (англ. Fraser Island) | Штат: Квинсленд                                | —                  | 1992                  | 620  | vii, ix                       |
| 11 |             | Местонахождения ископаемых остатков австралийских млекопитающих (англ. Australian Fossil Mammal Sites): Риверслей (11а; англ. Riversleigh) Наракорт (11б; англ. Naracoorte) | Штаты: Квинсленд; Южная Австралия              | —                  | 1994                  | 698  | viii, ix                      |
| 12 |             | Острова Херд и Макдоналд (англ. Heard and McDonald Islands) | —                                              | —                  | 1997                  | 577  | viii, ix                      |
| 13 |             | Остров Маккуори (англ. Macquarie Island) | Штат: Тасмания                                 | —                  | 1997                  | 629  | vii, viii                     |
| 14 |             | Горный район Блу-Маунтинс (англ. Greater Blue Mountains Area) | Штат: Новый Южный Уэльс, вокруг города Катумба | —                  | 2000                  | 917  | ix, x                         |
| 15 |             | Национальный парк Пурнулулу (англ. Purnululu National Park) | Штат: Западная Австралия                       | —                  | 2003                  | 1094 | vii, viii                     |
| 16 |             | Королевский выставочный центр и Карлтонские сады (англ. Royal Exhibition Building and Carlton Gardens) | Штат: Виктория, город Мельбурн                 | XIX век            | 2004                  | 1131 | ii                            |
| 17 |             | Сиднейский оперный театр (англ. Sydney Opera House) | Штат: Новый Южный Уэльс, город Сидней          | XX век             | 2007                  | 166  | i                             |
| 18 |             | Каторжные поселения Австралии (англ. Australian Convict Sites):Список объектов внутри - Исторический район Кингстона и долины Артурс на острове Норфолк (18а; англ. Kingston and Arthur`s Vale Historic Area) - Старое здание правительства и его прилегающая территория в Новом Южном Уэльсе (18б; англ. Old Government House and Domain) - Бараки Гайд-парка в Новом Южном Уэльсе (18в; англ. First Government House Site, New South Wales) - Поместья Брикендон и Вулмерс в Тасмании (18г; англ. Brickendon and Woolmers Estates) - Дарлингтонская испытательная станция на территории Национального парка Остров Марайа, Тасмания (18д; англ. Darlington Probation Station) - Старая дорога Грейт-Норт-Роуд в Новом Южном Уэльсе (18е; англ. Old Great North Road) - Каскейдская женская тюрьма в Тасмании (18ж; англ. Cascades Female Factory) - Каторжная тюрьма Порт-Артура в Тасмании (18з; англ. Port Arthur Historic Site) - Угольные шахты Тасмании (18и; англ. Coal Mines Historic Site) - Тюрьма острова Какаду в Новом Южном Уэльсе (18к; англ. Cockatoo Island Convict Site) - Тюрьма Фримантла в Западной Австралии (18л; англ. Fremantle Prison, Western Australia) | 11 объектов в разных штатах                    | XVIII век, XIX век | 2010                  | 1306 | iv, vi                        |
| 19 |             | Побережье Нингалу (англ. Ningaloo Coast) | Штат: Западная Австралия                       | —                  | 2011                  | 1369 | vii, x                        |
| 20 |             | Культурный ландшафт Будж Бим (англ. Budj Bim Cultural Landscape) | Штат: Виктория                                 | —                  | 2019                  | 1370 | iii, v                        |

## Предварительный список
| # | Изображение | Название | Местоположение                      | Время создания | Год внесения в список | №    | Критерии      |
| - | ----------- | --- | ----------------------------------- | -------------- | --------------------- | ---- | ------------- |
| 1 |             | Грейт-Сэнди (англ. Great Sandy) (расширение объекта «Остров Фрейзер»)                                                     | Штат: Квинсленд                     | —              | 2010                  | 5480 | vii, viii, ix |
| 2 |             | Дождевые леса восточного побережья Австралии (англ. Gondwana Rainforests of Australia) (расширение существующего объекта) | Штаты: Новый Южный Уэльс, Квинсленд | —              | 2010                  | 5541 | viii, ix, x   |